# 臺灣水準原點

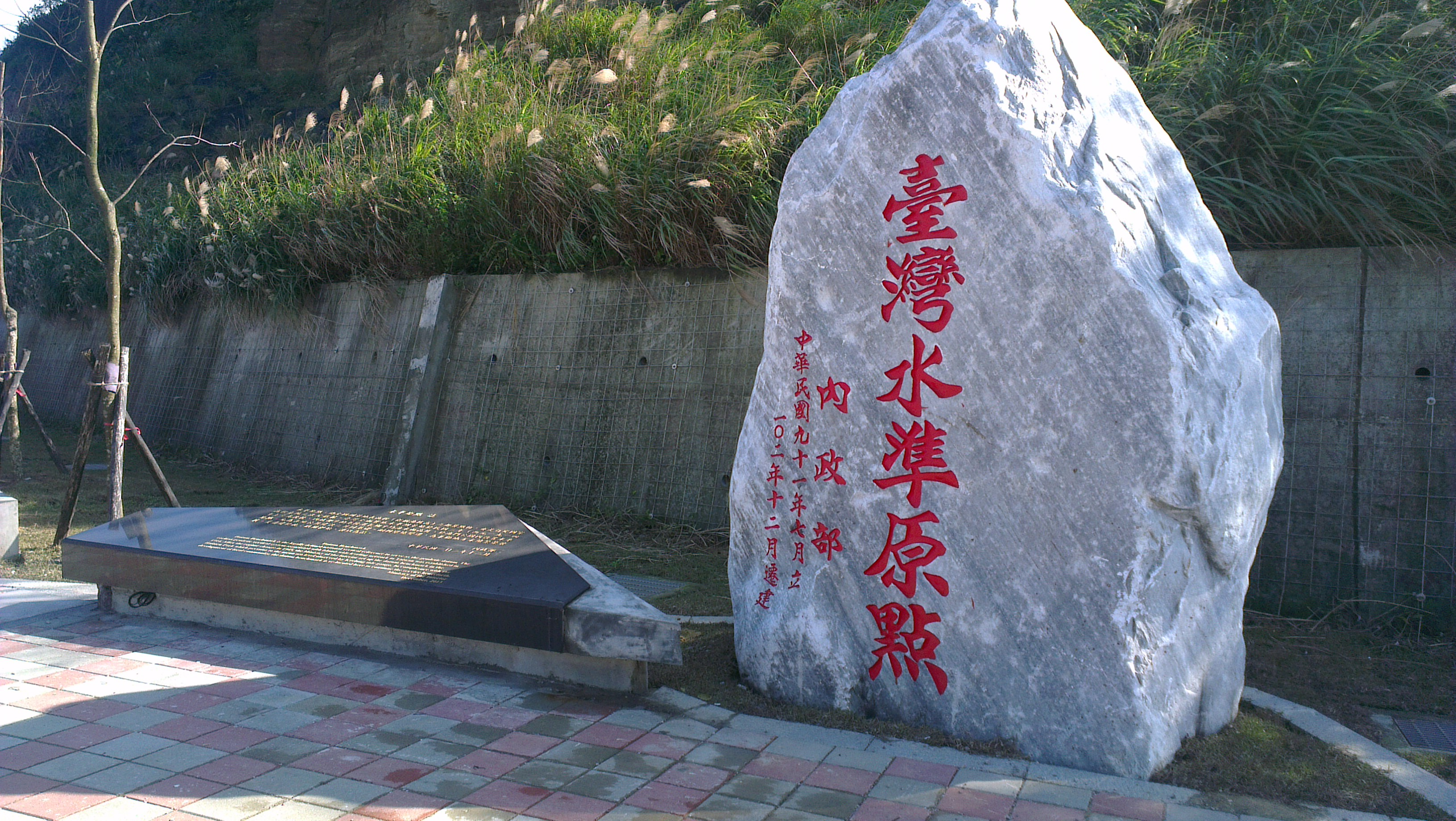
臺灣水準原點入口處碑石

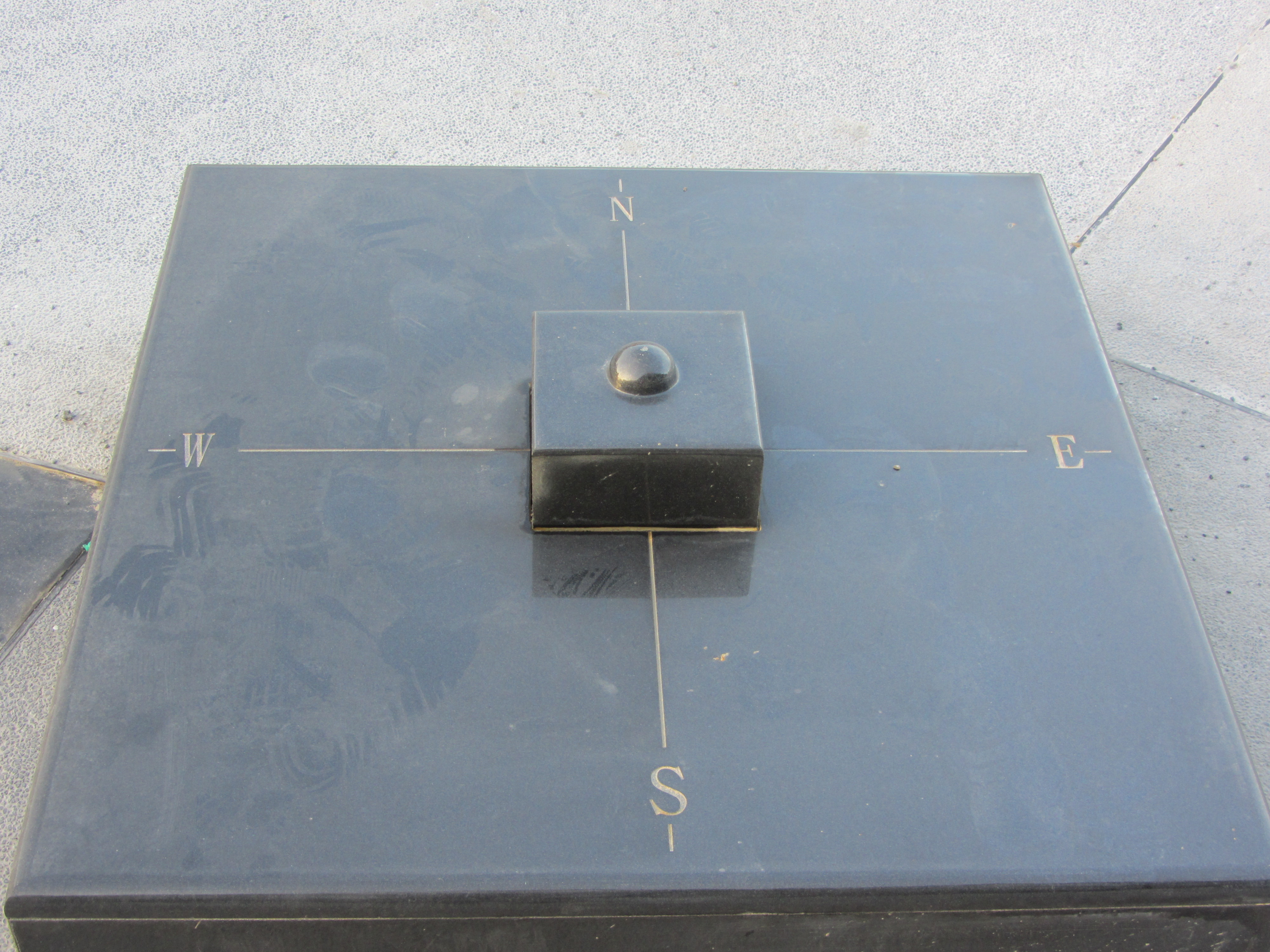
臺灣水準原點副點

臺灣水準原點是計算臺灣各地海拔高度的基準點，現位於基隆市中正區八斗子的北部濱海公路路段，即台2線70公里處。

## 歷史
臺灣最早之水準原點是於日治時代早期的1902年，由臺灣總督府臨時臺灣土地調查局設於大沙灣的基隆要塞司令部 (現正豐街、祥豐街交叉口)，並以社寮島（今和平島）的平均海水面高度做為繪製臺灣堡圖的基準，也是當時觀測玉山海拔高度的起算點。1975年間，中華民國內政部進行臺灣環線水準測量時，在基隆港邊的海門公園內設置水準原點，並以基隆港平均海水面為參考高度。2002年後，臺灣水準原點的設計改為設立石樁與不銹鋼樁各1的雙水準點，以提高點位精度，並在原點旁立碑做為標示。之後因基隆港東岸聯外道路通過該址，而在2014年遷移至國立海洋科技博物館對面新闢的小公園，即八斗子現址。

## 用途
海拔高度即為從海平面位置起算的高程。但海水面會受到潮汐、風浪等因素影響而變動。測量實務上便設立一基準點以替代，即為水準原點。現在的臺灣水準原點仍採雙水準點設計，其中的石樁在設計上融合測量方位與高程意象，並且對原點所在公園進行綠美化並立碑，當地並可見海景，成為北部濱海公路上的新景點。